# 천단비 (1991년)
천단비(1992 10월 15일 ~ )는 대한민국의 TBC 싱싱 고향별곡의 진행자였다.

## 출연 작품

### 방송
- 2008년 ~ 2022년 TBC 싱싱 고향별곡 진행

## 학력
- 용산중학교
- 경북예술고등학교
- 영남대학교 경기민요 전공